# Закупівля
Закупівлі (закупівля), (англ. purchasing, procurement) — це процес придбання товарів замовником: визначення потреби, пошук і вибір постачальника, підписання контракту, доставка товару. Закупівлі є складовою частиною процесу логістики.
Використовується ще термін постачання, який є ширшим терміном за власне закупки. Найближчим відповідником постачання в англійській мові є procurement .
Таким чином, закупівельна логістика охоплює весь рух матеріалів, які отримуємо від постачальників, тобто, складування, перевезення.

## Відповідальність
Існує два основні підходи до закупівлі та постачання: децентралізоване та централізоване. За децентралізованої закупівлі кожен підрозділ придбаває необхідні для нього товари самостійно. За централізованої закупівлі тільки вповноважений закупівельний відділ має право здійснювати операції із закупівлі. Інші підрозділи компанії виступають клієнтами цього підрозділу.
Кожен із цих основних підходів має свої власні плюси та мінуси. Проте зараз набуває найбільшого розповсюдження гібридний тип закупівель, за якого основна маса закупівель відбувається за контрактами, які реалізує централізований підрозділ, але безпосереднє замовлення та отримання здійснює користувач.
За такої системи, компанія отримує великі знижки на групуванні обсягів закупівлі, а з іншого боку одержує саме те, тоді, і стільки, скільки необхідно для її ефективного функціонування.

## Процедури й процеси закупівлі
Процес закупівлі включає в себе такі етапи: визначення потреби, пошук і вибір постачальника, проведення переговорів, підписання контракту, перевезення матеріалів, митне оформлення, в разі потреби приймання товарів, складування. Повторні закупівлі мають простішу структуру, оскільки етап переговорів, як правило відсутній.
Зазвичай компанії мають добре формалізовану систему закупівлі, яка дозволяє компанії чітко відслідковувати закупівлю: від запит на закупівлю від внутрішнього клієнта до відділу постачання, до запит на комерційну пропозицію (запит на придбання), через оцінку оферт від постачальників до замовлення на закупівлю від замовника до постачальника, до отримання всіх супровідних для товару документів (товаро-транспотних накладних, рахунків-фактур тощо) та подальшої оплати рахунків. Подібні процедури підтримуються закупівельними інформаційними системами.
Закупівлі, як правило, здійснюються шляхом організації конкурентних торгів (тендерів). Тільки у деяких випадках здійснюються закупівлі без наявності альтернативних пропозицій від інших постачальників.
Особливу увагу останнім часом працівників закупівлі виробничих підприємств привертає питання співпраці з постачальниками та скорочення бази постачальників. До певної міри скорочення кількості постачальників має свої обмеження в Україні через те, що місцеві компанії ще не готові надавати знижки від обсягу, конкуренція між ними недостатня. Але, в цілому, розвиток у цьому напрямку можливий і потрібний навіть за таких умов.
Комплексна закупівля — підхід до вирішення проблеми закупівель, при якому всі необхідні товари купуються в одного постачальника, що усуває необхідність прийняття окремих рішень, неминучих при закупівлі у різних постачальників.
Звичайна товарна закупівля — закупівля, за якої підприємство-покупець просто робить повторне замовлення, не вносячи в нього жодних змін.
Змінена повторна закупівля — закупівля, за якої підприємство-покупець навмисно змінює специфікацію замовлення, ціну, умови постачання або постачальника товару.
Оцінювання характеристик товару — етап процесу купівлі, на якому компанія-покупець визначає і вибирає найкращі технічні характеристики потрібного товару.
Оцінювання ефективності роботи постачальника — етап процесу здійснення закупівлі, на якому компанія-покупець оцінює своє задоволення роботою постачальника, приймаючи рішення продовжити, змінити або припинити угоду з ним.
Оцінювання варіантів — етап процесу прийняття рішення про купівлю, на якому споживач оцінює різні варіанти вибору, ґрунтуючись на одержаній інформації.